# Psiguria trifoliata
Psiguria trifoliata är en gurkväxtart som först beskrevs av Carl von Linné, och fick sitt nu gällande namn av Brother Alain. Psiguria trifoliata ingår i släktet Psiguria och familjen gurkväxter. Inga underarter finns listade i Catalogue of Life.